# Lomas de Santa Catarina
Lomas de Santa Catarina är en ort i Mexiko.   Den ligger i kommunen Puebla och delstaten Puebla, i den sydöstra delen av landet, 110 km öster om huvudstaden Mexico City. Lomas de Santa Catarina ligger 2 121 meter över havet och antalet invånare är 477.
Terrängen runt Lomas de Santa Catarina är platt åt sydväst, men åt nordost är den kuperad. Runt Lomas de Santa Catarina är det mycket tätbefolkat, med 2 614 invånare per kvadratkilometer. Närmaste större samhälle är Puebla de Zaragoza, 7,3 km nordväst om Lomas de Santa Catarina. Trakten runt Lomas de Santa Catarina består till största delen av jordbruksmark.